# Roca de la Mel (Vimbodí i Poblet)
|  | Aquest article tracta sobre Roca de la Mel de Vimbodí i Poblet. Vegeu-ne altres significats a «Roca de la Mel (el Pont de Suert)». |

La Roca de la Mel és una muntanya de 662 metres que es troba al municipi de Vimbodí i Poblet, a la comarca de la Conca de Barberà. Es troba dintre del Parc Natural del Bosc de Poblet.